# Abhimanyu Mishra
Abhimanyu Mishra (Nova Jersey, Estats Units d'Amèrica, 5 de febrer de 2009) és un jugador d'escacs estatunidenc, d'origen indi. El juliol del 2021 esdevingué la persona més jove en obtenir el títol de Gran Mestre, a l'edat de 12 anys 4 mesos i 25 dies, superant Serguei Kariakin.
També té el rècord mundial de Mestre Internacional més jove, un títol que va guanyar al novembre 2019, a l'edat de 10 anys, 9 mesos, i 20 dies, trencant el rècord de Rameshbabu Praggnanandhaa.
Per esdevenir GranMestre, un jugador ha d'aconseguir tres normes de GM (cada norma s'obté aconseguint una performace de per damunt 2600 en un torneig) i superar els 2500 punts d'ELO FIDE.
Mishra va aconseguir aquestes normes a diversos tancats a Budapest, Hongria: la primera norma a l'abril 2021, la seva segona norma de GM al maig 2021 i la tercera al juny de 2021. Com que el seu ELO havia superat els 2500, la tercera norma ja el va convertir en el Gran Mestre més jove en història dels escacs, trencant el rècord de Serguei Kariakin per 2 mesos.
 